# Jim Jefferies
James Jefferies (Musselburgh, 22 novembre 1950) è un allenatore di calcio ed ex calciatore scozzese.

## Carriera
Jefferies ha giocato più di 300 partite ufficiali per l'Hearts. Giocò anche la finale di Coppa di Scozia del 1976, persa 3-1 con i Rangers. Lasciò gli Hearts nel 1981, e chiuse la carriera ai Berwick Rangers.
Nel 1983, al termine della carriera da giocatore, divenne allenatore. La sua prima squadra fu il Gala Fairydean, club scozzese. Nel 1998 vinse la Coppa di Scozia con l'Hearts come allenatore. Dal 2002 al 2010 ha poi allenato il Kilmarnock. Nel gennaio 2010 è tornato ad essere l'allenatore degli Hearts per sostituire Cszàbla Laszlo, ed ha concluso il campionato al 7º posto. L'anno dopo, gli Hearts si sono piazzati invece al 3º posto. Al termine della medesima stagione, è stato esonerato.
Il 20 marzo 2012 è diventato il nuovo allenatore del Dunfermline Athletic, che ha lasciato nel dicembre 2014, per poi ritirarsi.
Dal 2017 al 2020 è stato direttore sportivo dell'Edinburgh.

## Palmarès

### Allenatore

#### Competizioni nazionali
- Coppa di Scozia: 1

Hearts: 1997-1998
- Scottish Challenge Cup: 1

Falkirk: 1993-1994
- First Division: 2

Falkirk: 1990-1991, 1993-1994